# Marc Terenzi
Marc Eric Terenzi (ur. 27 czerwca 1978 w Newton) – amerykański muzyk pop, były członek boys bandu Natural.

## Życiorys

### Wczesne lata
Urodził się w Newton w Massachusetts jako syn Petera i Antoinette Terenzi, Amerykanów pochodzenia włoskiego. Mając trzy lata pobierał lekcje tańca u swojej babci. W wieku siedmiu lat uczył się gry na pianinie pod okiem swojej matki nauczycielki w kościele, gdzie chętnie grał na gitarze podczas Świąt Bożego Narodzenia. Jako dwunastolatek występował w Bostonie w dziecięcym programie telewizyjnym Studio A.T.V. (1990).

### Kariera
Pod koniec lat 90. przeniósł się wraz ze swoim przyjacielem Damionem na Florydę, gdzie pracował jako ochroniarz w House of Blues (HOB), tancerz i model. W 1999 został członkiem tworzonego boysbandu Natural. Zespół ten zyskał popularność w USA i Niemczech, gdzie jedna z piosenek „Just One Last Dance” w duecie z Sarah Connor osiągnęła w marcu 2004 szczyt listy przebojów.
Zaśpiewał piosenkę Millhouse Van Houten w jednym z odcinków serialu animowanego Simpsonowie - pt. „New Kids on the Blecch” (2001).
Terenzi stracił miejsce w zespole Natural w 2004. Powodem usunięcia był związek z piosenkarką Sarah Connor, któremu niechętny był menedżer zespołu.
W 2005 ukazał się jego album solowy Awesome.
W marcu 2012 wziął udział w programie RTL Let’s Dance z Sarah Latton i znalazł się na przedostatnim miejscu. Zagrał postać Marca w komedii telewizyjnej ARD Sophie (2015) z Sylvie Meis i Collien Ulmen-Fernandes.
W 2015 dołączył do grupy striptizerów The Sixx Paxx.
W lutym 2017 nagrał teledysk do utworu „Don´t Recognize You” (wyd. wytwórni BMG Rights Management LLC).

## Życie prywatne
W lipcu 2002, podczas festiwalu Bravo Happy Holidays w Europa-Park w Rust poznał Sarah Connor, z którą się zaręczył latem 2003, a poślubił w dniu 13 marca 2004. Mają syna Tylera (ur. 2 lutego 2004 w Orlando) i córkę Summer Antonia Soraya (ur. 24 czerwca 2006). Wraz z żoną był bohaterem reality show niemieckiej telewizji Pro7 Sarah & Marc In Love (2005) oraz Sarah & Marc Crazy In Love (2008). Pod koniec 2008 Sarah i Marc oficjalnie potwierdzili informacje o swojej separacji. 9 marca 2010 wzięli rozwód.
Po separacji Terenzi przeniósł się do Endingen am Kaiserstuhl (Badenia-Wirtembergia). Krótko w 2009 był związany z Giną-Lisą Lohfink, uczestniczką Germany’s Next Topmodel. Od końca 2009 do połowy maja 2010 mieszkał i pracował w Donaueschingen (Badenia-Wirtembergia). Terenzi ma córkę urodzoną w 2011 roku z romansu z kobietą z Monachium.
Od 2013 był związany z Myriel Brechtel, fotomodelką magazynu „Playboy”, z którą ma syna urodzonego w lipcu 2015. Cztery miesiące po urodzeniu dziecka, Terenzi i Brechtel rozstali się. W dniu 31 marca 2015 Sąd Rejonowy w Hanowerze wszczął postępowanie upadłościowe dotyczące majątku Terenziego.

## Dyskografia

### Albumy
- 2005: Awesome
- 2008: Black Roses

### Single
- 2004: „Just One Last Dance” (i Sarah Connor)
- 2005: „Heat Between the Sheets”
- 2005: „Love to Be Loved By You”
- 2005: „Can’T Breathe Without You”
- 2006: „You Complete My Soul”
- 2008: „Billie Jean”
- 2008: „Are You Afraid Of The Dark”

## Nagrody i nominacje
| Rok  | Nagroda            | Kategoria            | Inni wykonawcy                   | Rezultat |
| ---- | ------------------ | -------------------- | -------------------------------- | -------- |
| 2005 | Bravo Otto Złoty   | Najlepszy piosenkarz | Robbie Williams, Xavier Naidoo   | Wygrana  |
| 2006 | Bravo Otto Brązowy | Najlepszy piosenkarz | Justin Timberlake, Xavier Naidoo | Wygrana  |